# 제11회 부산국제어린이청소년영화제
제11회 부산국제어린이청소년영화제는 2016년 7월 19일에 열린 시상식이다.

## 수상 및 후보

### 마법의 필름 상
- 차별 - 반예림 수상
- 우등생 - 김수영 수상

### 마음의 별빛 상
- 할머니의 눈물 - 이하린 수상
- 전교시대 : 격검의 소녀여 학교를 구하라! - 이세형 수상

### 파란하늘상
- 매력지상주의 - 김민영 수상
- 당근 - 손현교 수상

### 넓은바다상
- 창고의 유혹 - 유혜송 수상
- 보름 - 조한나 수상

### 맑은바람상
- 우리 곁으로 돌아와 - 텔레키즈 워크샵 수상
- 행복한 우리집 - 박민지 수상

### 관객인기 상
- 아름다움의 기준 - 이정림 수상
- 전교시대 : 격검의 소녀여 학교를 구하라! - 이세형 수상

### 이야기놀이상
- 자매전쟁 - 재송초 영화제작반 수상

### 아시아타이업상
- 우등생 - 김수영 수상

### 사미르나스르 상
- 마음의 소리 - 문소현 수상
- SNS - 유승인 수상

### 레디~액션! 12
- 언제나 너와 함께 - 조아나 마르티네즈 탈라야
- 아름다움의 기준 - 이정림
- 자원을 아끼자 - 김지현 외 3명
- 자매전쟁 - 재송초 영화제작반
- 마음의 소리 - 문소현
- 만약에 내가 - 신화빈
- 여러분의 양심을 되찾아 주세요 - 이한솔
- 거짓말이 좋아 - 최소리
- 신비한 아이 - 김수정
- 시간을 돌리는 소년 - 이창섭 외 1명
- 우리 곁으로 돌아와 - 텔레키즈 워크샵
- 꿈을 향한 도전 - 조도연
- 더 타임 - 완주군 영화학교 5기
- 할머니의 눈물 - 이하린
- 해양맨 대 오염맨 - 박시현
- 차별 - 반예림
- 창고의 유혹 - 유혜송
- 음악실의 비밀 - 노예진
- 매력지상주의 - 김민영

### 레디~액션! 18
- 당근 - 손현교
- 부재중전화 - 전다올
- SNS - 유승인
- 행복한 우리집 - 박민지
- 보름 - 조한나
- 잊지 말기로 해 - 이서현
- 우등생 - 김수영
- 전교시대 : 격검의 소녀여 학교를 구하라! - 이세형
- 이방인 - 이준혁
- 무연사회 - 오규리

### 리본더비키
- 내 친구 스마트폰 - 위치엔 쑨
- 할머니의 사랑 - 옌 란이

### 큰나래 모음
- 카이 : 거울 호수의 전설 - 이성강
- 별나라 몬스터, 몰리 - 마티아스 브런
- 운동회 - 김진태
- 최강전사 미니특공대 : 영웅의 탄생 - 이영준
- 블랑카 - 하세이 코키
- 더 매직: 리틀톰과 도둑공주 - 어네스토 파드롱
- 수프마을의 비밀결사대 - 마르쿠스 파유
- 4등 - 정지우
- 너는 착한 아이 - 오미보
- 미로 - 더글라스 보스웰
- 바다의 노래:벤과 셀키요정의 비밀 - 톰 무어
- 루의 관찰일기 - 줄리앙 닐
- 소년, 달리다 - 강석필
- 극장판 꼬마버스 타요의 에이스 구출작전 - 류정우
- 수나칼리 - 보즈라즈 밧
- 코마네코 - 고다 츠네오
- 레인보우 - 나게쉬 꾸꾸누루
- 소셜 수어사이드 - 브루스 웹
- 헤비메탈사우르스의 모험 - 페카 카자라이넨
- 피나포어 드레스를 입은 소녀 - 위-웨이 차이
- 투명소년, 미쉘 - 가브리엘 살바토레
- 영 타이거 - 시프리앵 비알
- 내친구 라피 - 아렌드 아그테
- 수면위로 - 린제이 맥케이
- 구조견 포우 - 로베르토 아드리안 뻬오

### 작은나래 모음
- 에밀 - 마틴 슈미트
- 금 덩어리 - 안드레아스 히카데
- 배트 피그 - 자비네 후버
- 늑대 - 줄리아 오커
- 고개 들어! - 고트프리트 멘토
- 악어 - 줄리아 오커
- 내 사슴 친구에게 - 고승아
- 애니멀즈 앤 미 - 이지혜
- La vie en rose - 이원호 외 2명
- 자니 익스프레스 - 우경민
- 맨업 - 임지환
- 웰컴 - 권순희
- 테힐라 - 에일라트 벤 엘리야후
- 앤드롤러스 - 요시노 코헤이
- 아빠가 좋아! - 정지연
- 선물 - 가브리엘 로버트슨
- 댐 키퍼 - 로버트 콘도 외 1명
- 모든 것은 변한다 - 마 웨이지아
- 할아버지는 벚꽃나무였어 - 타티아나 폴리엑토바 외 1명
- 콩닥콩닥 - 신성은
- 여름밤 - 이지원
- 어릿광대 매우매우씨 - 이문주
- 플라이 - 임연정
- 아코의 여행 - 김소연
- 암소 - 줄리아 오커
- 씨앗 - 박신애
- 양들 - 고트프리트 멘토
- 바 - 레오나르도 타다시
- 마아루 - 산제이 드 실바
- 토끼와 사슴 - 피터 바츠
- 뭄 - 로버트 콘도 외 1명
- 매리 그레이스 - 팸 브랜든
- 소원을 들어주는 물고기 - 케럴 야나크
- 이르카와 실험쥐들 - 케럴 야나크
- 내 안의 세상 - 아네트 사우게스타드 헬랜드
- 사슴꽃 - 김강민
- 바다별 - 이지영
- 호랑이 - 카리엠 살레
- 얼룩말 - 줄리아 오커
- 박쥐의 시간 - 얄레나 발프
- 두더지와 지렁이 - 요하네스 쉬슬
- 할머니와 양파 - 아디나 댄시거
- 프레너미 - 베라 랄리코
- 문어 - 줄리아 오커

### 텐트극장-옹기종기
- 코코코다코 - 프리윌컴퍼니
- 프랭키와 친구들 - 박정오
- 토닥토닥 꼬모 - 전준영
- 주먹밥 소년 오니기리군 - 미야자와 마리
- 두다다쿵2 - 곽내영 외 1명

### 야외극장-달빛별빛
- 고녀석 맛나겠다2 : 함께라서 행복해 - 최경석 외 1명